# Retrato de una mujer desconocida con una rosa
Retrato de una mujer desconocida con una rosa (en ucraniano: Невідома з трояндою) es una pintura al óleo sobre lienzo del artista ruso Dmitri Levitski de 1788. La pintura es parte de la colección de la Galería Tretiakov, en Moscú.

## Descripción
Una joven de rostro amable, lejos de la arrogancia altiva de los individuos privilegiados, mira al espectador con calma, como una persona de alma pura. Apoyó su mano en el pretil y fue representada por el artista con un parque ajardinado como telón de fondo. La postura de la joven está extrañamente desplazada hacia la derecha, algo que no se encuentra en otros retratos de Dmitro Levitski. El artista representó magistralmente el lujoso vestido de la dama, su peinado, sus encajes, botones y cintas, pero lo que más llama la atención es su rostro y la rosa rosa.

## Historia
En 1990, el retrato se exhibió en la exposición El artista y su colección en Moscú bajo el título provisional Smolyanka con una rosa. El cuadro pertenecía al coleccionista Alexander Kopelovich, quien vivió durante mucho tiempo fuera de la Unión Soviética, que terminó donando a Rusia dado el alto valor artístico del lienzo.
Cuando se comenzó a examinar el retrato en detalle y quitaron el marco, los restauradores se dieron cuenta de que el lienzo había sido cortado en todo su perímetro y reducido de tamaño. Es por esto que la figura de la joven dama está extrañamente desplazada hacia la derecha y originalmente estaba ubicada en el centro de la imagen. Por eso, entre las manos cortadas estaba la mano derecha de la joven. Los métodos de investigación de hardware también revelaron la firma de Levitsi a la izquierda con una fecha, lo que inmediatamente colocó la obra en la categoría de originales incondicionales del artista. La tira cortada más pequeña de la izquierda también llevaba consigo la primera letra de la firma del artista, "L". 
Los investigadores también rechazaron la palabra "Smolyanka" en el nombre. La dama es mayor que las graduadas del Instituto Smolny de Doncellas Nobles, y su peinado indica la segunda mitad de la década de 1780, por lo que terminó llamándose Retrato de una mujer desconocida con una rosa.
El interés por la obra de Dmitri Levitski aumentó a principios del siglo XX, cuando se celebró una exposición en el Palacio Táuride de San Petersburgo y en 1902 se publicó la monografía de Serguéi Diáguilev dedicada a las obras de Levitski. Pero en el libro de Diaguilev no se encuentra ninguna mención del Retrato de una mujer desconocida con una rosa. No se volvió a hablar de él hasta 1922, cuando se celebró otra exposición de las obras del famoso retratista en la Galería Tretiakov. Luego el cuadro desaparece del campo de visión de los científicos durante casi 70 años. Su camino fue el extranjero, junto con la emigración de la familia Kopelovich.